# Annapolis
För andra betydelser, se Annapolis (olika betydelser).
Annapolis är huvudstad i delstaten Maryland i USA.

## Bakgrund
Staden grundades 1649 av puritaner i det som då var provinsen Maryland.
Då staden är delstatens huvudstad är den säte för Marylands generalförsamling, guvernör samt dess högsta domstol. I Annapolis ligger United States Naval Academy och St John’s College, som har en mycket ovanlig studieplan eftersom man saknar egentliga läroböcker och i stället använder sig av världens betydelsefullaste litteratur.
Staden hade vid folkräkningen 2010 en befolkning som uppgick till 38 394 invånare. Staden är en del av storstadsområdet Baltimore-Washington. Invånartätheten i staden är drygt 2 000 invånare per kvadratkilometer. Befolkningen bestod 2010 av 16 136 hushåll, varav 35,3 procent var gifta par.